# عجایب‌المخلوقات
عجایب‌المخلوقات و غرایب‌الموجودات، با نام‌های دیگر عجایب‌نامه و جام گیتی‌نمای، کتابی است به زبان فارسی نوشتهٔ محمد بن محمود بن احمد طوسی (همدانی). مؤلف این اثر را میان سال‌های ۵۵۱-۵۶۲ ق به نام ابوطالب طغرل فرزند ارسلان فرزند طغرل سلجوقی در ده رکن و قانون نوشت.

## مطالب کتاب
در رکن‌های ده‌گانهٔ کتاب مطالبی در چندین باب آمده‌است:
1. عجایب اجرام سماوی، فرشتگان، قطبین، سیارات و کرات، آفتاب، ماه، خواص کواکب، بروج دوازده گانه
2. عجایب پدیده‌هایی که میان آسمان و زمین به وقوع می‌پیوندند و عجایب آتش
3. عجایب زمین: دریاها، رودها، چشمه‌ها، چاه‌ها، زمین و اقالیم آن، کوه‌ها، سنگ‌ها و جواهرات و صخره‌ها
4. عجایب کشورها و اقلیم‌ها، مساجد و کلیساها
5. عجایب درختان، میوه‌ها و علف‌ها
6. عجایب صورت‌ها، اشکال منقوره و منقوشه، طلسم‌ها، مجسمه‌ها، قبور پیامبران و پادشاهان، گنجینهٔ شاهان
7. عجایب شرف انسان و آفرینش وی: عقل، روح، ارواح حیاتی، طبقات مردم، اقوام، عقاید، قبیله‌ها و اقشار نجبا، نبوت، کیمیا، طب (خواص و طرز کار بدن، تغذیه و علم موالید، جبر و اختیار، علم نفس، تعبیر رؤیا، بعثت و قیامت
8. عجایب (موجودات ماوراءالطبیعی)، اجنّه، اشباح، عفریت‌ها، غول‌ها، نسناس و...
9. عجایب پرندگان (مرغان)
10. عجایب جانوران: انواع آنها، جانوران وحشی، دریایی، مارها و زهرها

## طرح و منابع کتاب
قصد مؤلف از تألیف این اثر به نقل از مقدمه، این بوده که می‌خواسته‌است دیگران را از عجایب و غرایب دنیا آگاه سازد بی آنکه تن به سفر بدهند.
طرح ساختی این اثر به تقلید از طبقه‌بندی کتاب  طبیعیات ارسطو شکل گرفته‌است، اما محتوای آن علمی نیست و مؤلف به غیر از گفتارهایی از پیامبر و پاره‌ای حکایات تاریخی، به توصیف جهانی خیالی پرداخته و میان قصه‌ها و اساطیر گم شده‌است. کتاب پر از حکایات گوناگون است و به همین سبب منبعی مهم برای مطالعه ادبیات عامیانه در ایران به شمار می‌آید

منابع کتاب عجایب‌المخلوقات دو دسته‌اند. یکی آثاری که پیش از آن در رشته‌های گوناگون به رشتهٔ تحریر درآمده‌اند و دیگر مطالبی که به استناد گفته‌های جهانگردانِ آن روزگار، نظیر ابن فضلان، آورده شده‌اند. خود مؤلف نیز اشاره کرده‌است که «ما این کتاب را جمع کردیم آنچه دیدیم در کتاب مسطور و آنچه شنیدیم از جوالان و سیاحان»